# Intendencia de Ciudad Real de Chiapas
La intendencia de Ciudad Real de Chiapas en el Reino de Guatemala fue creada por el rey Carlos III de España el 20 de septiembre de 1786, mediante la fusión de las alcaldías mayores de Ciudad Real de Chiapas, Tuxtla y la Gobernación de Soconusco. 

## Autoridades
De conformidad con las Ordenanzas de Intendentes, estaba regida por un intendente con funciones específicas en asuntos de justicia, policía, hacienda y guerra. Su cabecera era Ciudad Real de Chiapas (hoy San Cristóbal de las Casas), y estaba dividida en tres partidos: Ciudad Real de Chiapas, Soconusco y Tuxtla, estos dos regidos por un subdelegado de intendencia.

## Partidos y principales poblaciones
De acuerdo con la descripción del presbítero Domingo Juarros en su Compendio de la Historia del Reino de Guatemala, la Intendencia en 1800 tenía 69,253 habitantes y se dividía en tres partidos:
a) Ciudad Real: tenía 40.277 habitantes, una ciudad (Ciudad Real, con 3.333 habitantes), la villa de San Fernando de Guadalupe y 56 pueblos de indígenas, entre ellos los de San Bartolomé de los Llanos (7.410 habitantes), Santo Domingo Comitán (6.815 habitantes), San Juan Chamula (con más de 6.000 habitantes), San Juan Ocosingo (3.000 habitantes), Santo Domingo Sinacantán (2.000 habitantes) y Santo Domingo Palenque.
b) Tuxtla: tenía 19.898 habitantes, distribuidos en 33 pueblos, entre ellos la cabecera, Tuxtla (4280 habitantes), Tecpatlán (2.290 habitantes) y Chiapa de Indios (1568 habitantes).
c) Soconusco: tenía 9.078 habitantes, distribuidos en 20 pueblos, el principal de los cuales era Tapachula, con 2.000 habitantes. El pueblo de Santo Domingo Escuintla, que había sido cabecera del partido y antes de la gobernación de Soconusco, fue arrasado en 1794 por un ciclón que destruyó los cacaotales e hizo menguar dramáticamente el vecindario y el comercio de la población.

## La intendencia en la monarquía constitucional
La Intendencia de Ciudad Real de Chiapas estuvo representada en las Cortes de Cádiz por Mariano Robles. En 1812, al instaurarse la monarquía constitucional el territorio de esta intendencia fue fusionado con otras circunscripciones para crear la Provincia de Guatemala, que subsistió hasta 1814, cuando Fernando VII restableció el absolutismo y se volvió a la situación anterior.
En 1820, como consecuencia del restablecimiento de la Constitución de Cádiz, la Intendencia de Ciudad Real de Chiapas volvió a ser incorporada a la resucitada Provincia de Guatemala.

## Extinción de la Intendencia y creación de la Provincia
A principios de 1821, las Cortes españolas emitieron una ley mediante la cual todas las intendencias pasaban a ser provincias, con su propio Jefe Político Superior y una Diputación Provincial. Se creó así la Provincia de Ciudad Real de Chiapas, que apenas estaba organizándose cuando sobrevino la independencia.
- Datos: Q5918679